# Партизанський район (Приморський край)
Партиза́нський райо́н (рос. Партизанский район) — район Приморського краю. Адміністративний центр — село Володимиро-Олександрівське.

## Населення
Населення району — 29 793 чоловік (2009).

## Географія
Площа району — 4 340 км².

## Клімат
Клімат помірний, мусонний. Літо тепле і вологе, найтепліший місяць — серпень (+20 … +21). Зима ясна, з морозною і малосніжною погодою, самий холодний місяць — січень (-12 … −16).

## Історія
Партизанський район був утворений 19 лютого 1932 року. У районі є великі запаси різних корисних копалин. Розвідані великі запаси облицювального каменю, є запаси золота, агату, вугілля, торфу. Флора і фауна являє собою химерне поєднання південних і північних представників. В окремих куточках збереглися реліктові види — тис, коркове дерево амурське. Багато лікарських рослин. Прибережна зона Японського моря має багаті запаси морепродуктів: трепанга, гребінця, морських їжаків, креветки.

## Економіка
Промисловість району представлена лісозаготівельними підприємствами; підприємствами, які займаються виробництвом вапна, щебеню, граніту та мармуру; будівельними компаніями.